# Åtte kjæmpeviser og tjue folke og skjæmteviser
Åtte kjæmpeviser og tjue folke og skjæmteviser zijn twee verzamelingen volksliedjes bewerkt door Agathe Backer-Grøndahl. De bundels werden uitgegeven op 24 november 1897 door Warmuth Musikforlag (nrs. 2211 en 2212). Het is niet bekd of de componiste enkele van deze volksmuziek zelf heft uitgevoerd, terwijl ze wel stukjes uit de andere bundles heft gespeeld.
De eerste acht zijn gearrangeerd voor bariton of mezzosopraan:
1. Beiarblakkjen (uit Selljord) in moderato in B-mineur in 6/7-maatsoort (verwezen wordt naar Landstads Folkeviser nummer 6)
2. Falkvor Lommannsson in andantino in G-majeur in 6/8-maatsoort (Landstad Folkeviser 29)
3. Råmund den unge in andante in Es majeur in 6/8-maatsoort (Landstad Folkeviser 16)
4. Haugebonden (uit Telemarken) in allegretto in C-majeur in 4/4-maatsoort (Landstad Folkeviser 37)
5. Store bror aa lisle bror in andantino in fis-mineur in ¾-maatsoort
6. Herre Per aa Gjöalin in allegro in G-majeur in 4/4-maatsoort
7. Rikeball aa Gubjörg in andantino in g-mineur in 6/8-maatsoort (Landstad Folkeviser 33)
8. Dalebu Jonsson in allegretto in G-majeur in ¾-maatsoort (Landstad Folkeviser 24)

De tweede set is specifiek voor mezzosopraan of bariton:
1. Avskje moe hövringe in andantino in Des majeur in ¾-maatsoort
2. Ho Guro in allegro in G-majeur in 2/4-maatsoort
3. Byssan lu, byssan lei (bådnlåt) in allegretto in F-majeur in 4/4-maatsoort
4. Liti kjesrti in allegretto in g-mineur in 2/4-maatsoort (Landstad Folkeviser 42-45)
5. Å desse gamle kjærringar in allegro animato in E-majeur in 2/4-maatsoort
6. Katten under ovnen in allegretto in G-majeur in 2/4-maatsoort
7. Vilborg på kveste in allegro in Bes majeur in 2/4-maatsoort (Landstad Folkeviser 113)
8. Eg beisla min stövel in allegretto in g-mineur in 6/8-maatsoort
9. Hei, husk om I hei in allegro in D-majeur en 2/4-maatsoort
10. Kjella bukken in allegretto in F-majeur in 3/8-maatsoort
11. Kjella bukk in allegretto in G-majeur in 2/4-maatsoort
12. Bådnlåt (uit Valdres) in allegretto in F-majeur in ¾-maatsoort
13. Katten å killingen in allegro in E-majeur in 2/4-maatsoort
14. Å Ola, å Ola in allegro in G-majeur in 3/8-maatsoort
15. Osterdalsmarsch met een tekst van Ivar Mortenson zonder enige tempoaanduiding in As majeur in ¾-maatsoort
16. Ha du set nokor gamal kjering, een springdans uit Lille Elvedalen in allegro in d-mineur in ¾-maatsoort
17. Bådnlåt uit Valdres in andantino in G-majeur in 2/4-maatsoort
18. Håvar hedde met een tekst van Ivar Mortenson in andantino en d-mineur in 2/4-maatsoort
19. Vesle guten uppi bakken uit het Aurdal nabij Valdres in allegro in F-majeur in ¾-maatsoort
20. Fruens spisesddel, regle uit Kristianssand in allegretto in A-majeur in 2/4-maatsoort

Norske folkevisor van Magnus Brostrup Landstad werd in 1853 uitgegeven in twee delen en was een van de pogingen om de Noorse volksmuziek in beeld te brengen. Met een groeiende emancipatie ten opzichte van Denemarken en Zweden vonden die verzamelingen gretig aftrek en dergelijke boeken gaven Noorse componisten de gelegenheid hun eigen stijl aan die volksmuziek te geven.